# Brachycorythis laotica
Brachycorythis laotica är en orkidéart som först beskrevs av François Gagnepain, och fick sitt nu gällande namn av Victor Samuel Summerhayes. Brachycorythis laotica ingår i släktet Brachycorythis och familjen orkidéer. Inga underarter finns listade i Catalogue of Life.